# Safirlorikit
Safirlorikit (Vini peruviana) är en fågel i familjen östpapegojor inom ordningen papegojfåglar.

## Utseende och läte
Safirlorikiten är en 18 cm lång knubbig parakit. Fjäderdräkten är mestadels mycket mörkt blå, men ter sig ofta svart. På kinderna och hakan är den vit. Näbben är röd, liksom ögat och fötterna. Lätet är ett mycket ljust väsande och ofta dubblerat skri, "scheee-scheee".

## Utbredning och status
Fågeln förekommer i Sällskapsöarna, Cooköarna och de västra Tuamotuöarna. IUCN kategoriserar arten som sårbar.

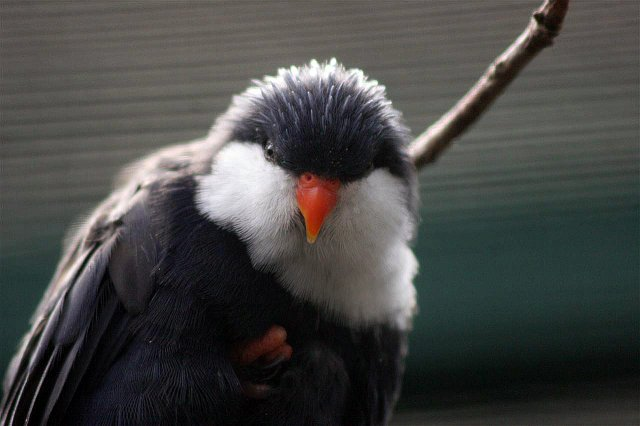